# Université de Bergen
L’université de Bergen (Universitetet i Bergen ou Universitas Bergensis) est située à Bergen, en Norvège.

## Historique
L'université de Bergen a été fondée assez tardivement en 1946, quoique des activités universitaires soient attestée au muséum de la ville depuis 1825. Elle accueille aujourd'hui près de 17 000 étudiants, dans le cadre d'un enseignement public peu coûteux : les droits par semestre s'élèvent à 690 NOK.
Les lieux d'enseignement sont dispersés dans le sud du centre-ville, autour du muséum d'histoire naturelle, de Johanneskirken et de la Griegakademiet, l'école de musique intégrée à l'université.
En 2004, le milliardaire norvégien Trond Mohn a fait don de 300 millions de couronnes à l'université pour les fonds de recherche. Cela représente une somme d'environ 37,5 millions d'euros.

## Relations internationales
L'université est membre de l’Université de l'Arctique. UArctic est un réseau international d’universités, d’instituts de recherche et d’organisations ayant pour but de promouvoir, coordonner et soutenir la recherche ainsi que l’éducation en régions arctiques.

## Résidences universitaires
Les deux principales résidences universitaires de la ville sont la résidence universitaire de Fantoft et celle d'Hatleberg.

## Facultés
- Institut géophysique de l'université de Bergen

## Lien externe

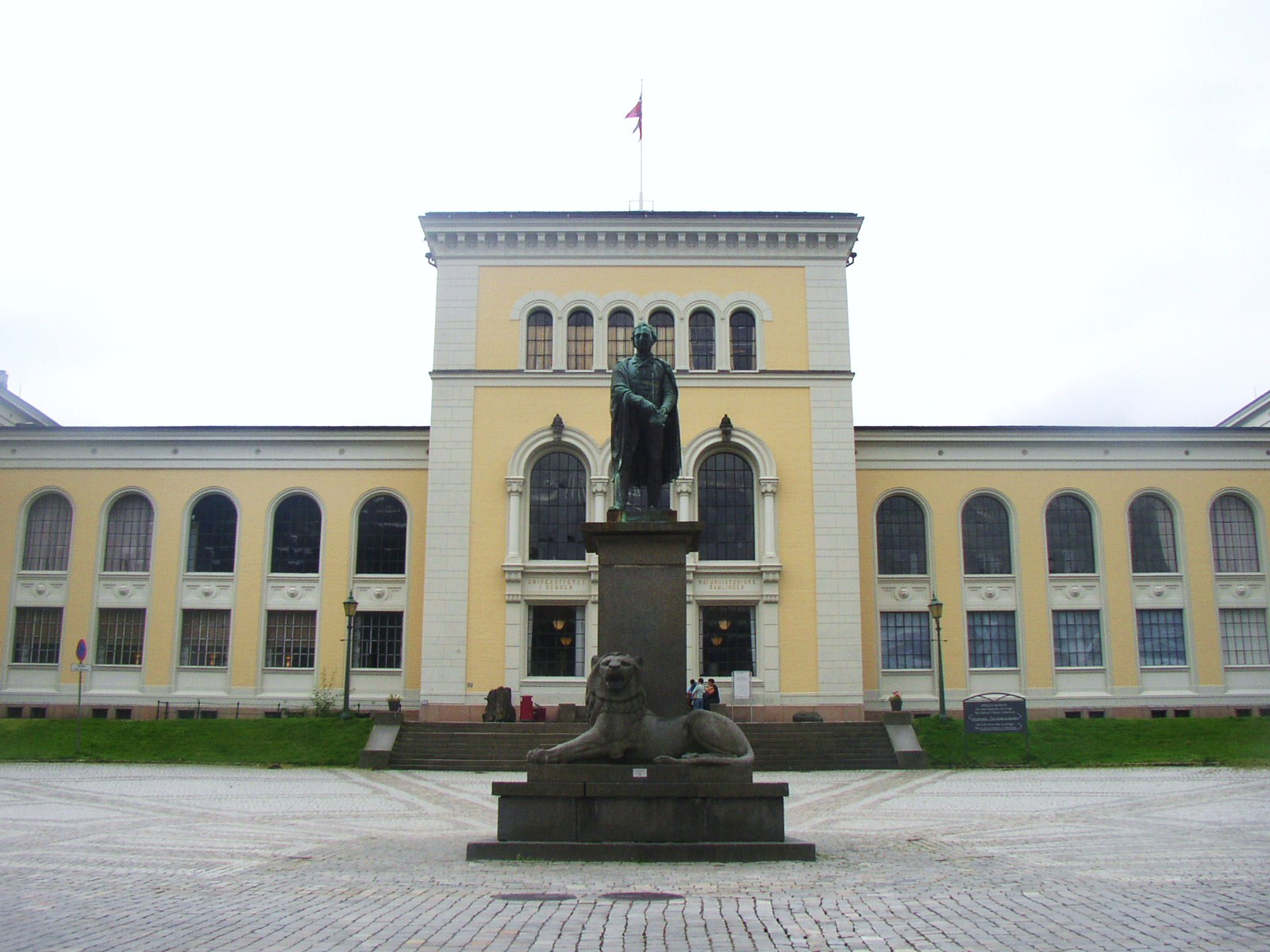
Un des bâtiments de l'université.